# Communauté de communes Bastides du Val d'Arrats
La communauté de communes Bastides du Val d'Arrats est une ancienne communauté de communes française, située dans le département du Gers.
Elle correspondait à l'ancien Fézensaguet.

## Historique
En 2013 elle a fusionné avec la communauté de communes Cœur de Lomagne et la communauté de communes de Terride-Arcadèche pour former en 2013 la communauté de communes des bastides de Lomagne

## Composition
Elle était composée des communes suivantes :
1. Avensac
2. Bajonnette
3. Homps
4. Labrihe
5. Mansempuy
6. Maravat
7. Mauvezin
8. Monfort
9. Saint-Antonin
10. Saint-Brès
11. Sainte-Gemme
12. Saint-Orens
13. Sarrant
14. Sérempuy
15. Solomiac

## Sources
- Le SPLAF (Site sur la Population et les Limites Administratives de la France)
- La base ASPIC